# Curva de Lévy C

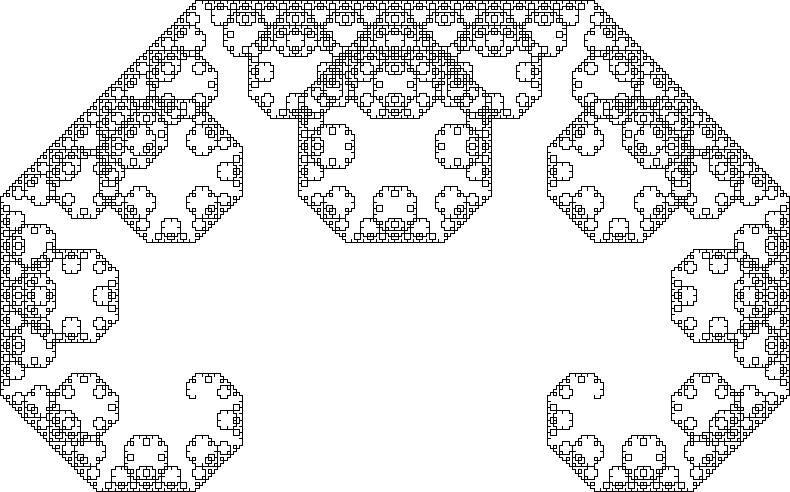
Curva de Lévy C

En matemática, la curva de Lévy C es un fractal autosimilar. Descrita por primera vez por Ernesto Cesàro en 1906 y G. Farber en 1910, hoy lleva el nombre del matemático francés Paul Pierre Lévy quien, en 1938, fue el primero en exhibir sus propiedades de autosimilitud y proveer una construcción geométrica.

## Construcción

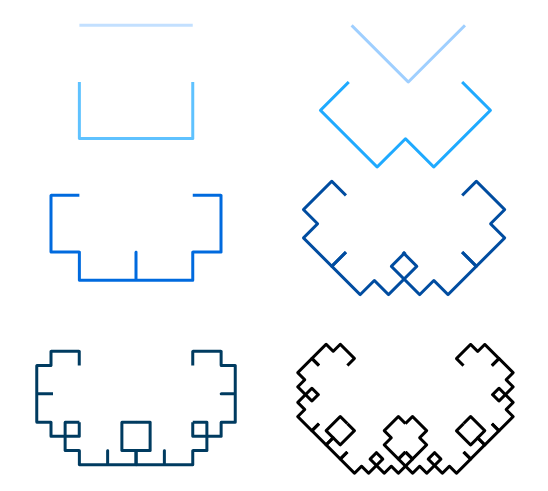
Primeras ocho etapas en la construcción, sistema de Lindenmayer.

### Sistema-L
Utilizando un sistema de Lindenmayer, la construcción de la curva de Lévy C parte de un segmento de recta, este segmento se toma por la hipotenusa de un triángulo rectángulo isósceles, y se reemplaza por los dos catetos de dicho triángulo. De este modo, en esta etapa la curva consiste únicamente de dos segmentos de recta perpendiculares.

En la etapa siguiente, los dos segmentos son tomados como las hipotenusas de dos triángulos rectángulos isósceles, y se les reemplaza por los dos catetos correspondientes, y así sucesivamente.

Después de n etapas, la curva consistirá de 2n segmentos de recta, cada uno de longitud 2n/2 con respecto al segmento de partida.

El sistema de Lindenmayer asociado puede describirse entonces del siguiente modo:

| Variables:  | F          |
| Constantes: | + −        |
| Inicio:     | F          |
| Reglas:     | F → +F−−F+ |
donde "F" significa "avanza recto", "+" significa "gira a la derecha 45°", y "−" significa "gira a la izquierda 45°". 
En el límite, el resultado de este proceso infinito es el fractal conocido como curva de Lévy C, dado su parecido con la letra C.

#### Variantes
Es posible construir variantes de esta curva utilizando ángulos diferentes de 45°, siempre y cuando sean menores a 60°.

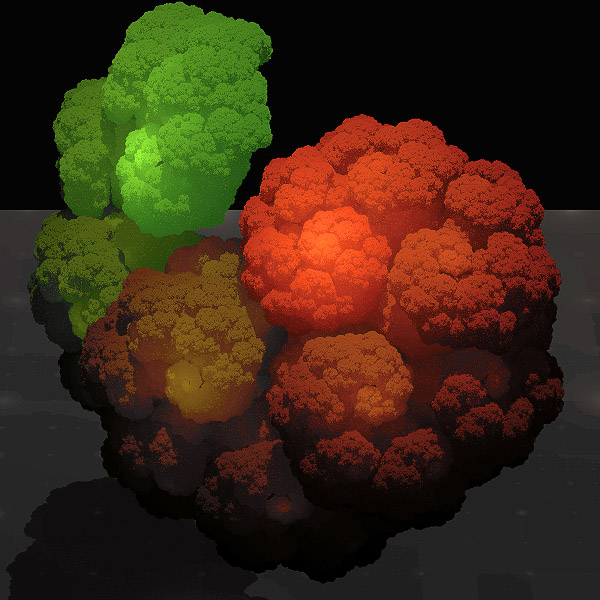
Curva de Lévy C generada por IFS

### Sistema IFS
La construcción de la curva de Lévy por medio de un sistema de funciones iteradas se basa en un conjunto de dos aplicaciones contractivas lineales de factor 1/√2. La primera introduce una rotación de 45°, y la segunda una rotación de -45°.

## Propiedades
- La dimensión de Hausdorff de la curva es igual a 2 (contiene conjuntos abiertos).
- Su frontera tiene una dimensión estimada de 1.934007183Weisstein, Eric W. «LevyFractal».  En Weisstein, Eric W, ed. MathWorld (en inglés). Wolfram Research..
- Es un teselado del plano.[4]
- Es un caso particular de la curva de De Rham.